# Carol Abras
Caroline Abras (São Paulo, Brasil, 11 de agosto de 1987) es una actriz brasileña. Ganó el premio a mejor actriz en la edición 2008 del Festival Internacional de Cine de Río de Janeiro, por su papel en Se Nada Mais Der Certo.
La actriz también ganó dos veces el premio a mejor actriz de cortometraje en el Festival de Cine de Gramado.

## Filmografía

### Trabajos en la televisión
| Año  | Título                            | Papel                       | Nota  |
| ---- | --------------------------------- | --------------------------- | ----- |
| 2005 | Malhação                          | Anita                       | [ 3 ] |
| 2009 | Tudo o que É Sólido Pode Derreter | Laura                       | [ 4 ] |
| 2009 | Ciudad Paraíso                    | Jacira                      | [ 5 ] |
| 2010 | Tempos Modernos                   | Katrina                     | [ 6 ] |
| 2011 | Dinosaurios & Robots              | Tânia                       | [ 7 ] |
| 2012 | Avenida Brasil                    | Begônia Garcia              | [ 8 ] |
| 2013 | A Grande Família                  | Taís                        |       |
| 2014 | Felizes para Sempre?              | Susana Drummond             |       |
| 2015 | I Love Paraisópolis               | Ximena Rodríguez de Freitas |       |
| 2018 | O Mecanismo                       | Verena Cardoni              |       |

### Cine
| Año  | Título                       | Papel      | Nota  |
| ---- | ---------------------------- | ---------- | ----- |
| 2006 | Estranho Jeito de Amar       | Patrícia   |       |
| 2006 | Alguma Coisa Assim           | Mari       |       |
| 2007 | Perto de Qualquer Lugar      | Gabi       |       |
| 2008 | Bellini e o Demônio          | Sílvia     |       |
| 2009 | Se Nada Mais Der Certo       | Marcin     |       |
| 2010 | Estação                      | Inês       |       |
| 2012 | Augustas                     | Kátia      |       |
| 2014 | Sete Anos Depois             | Mari       |       |
| 2015 | Sangue Azul                  | Raquel     |       |
| 2016 | Entre Idas e Vindas          | Sandra     |       |
| 2017 | Alguma Coisa Assim - O Filme | Mari       |       |
| 2017 | Gabriel e a Montanha         | Cristina   |       |
| 2017 | Rodantes                     | Tatiane    |       |
| 2025 | Hombre con H                 | Yara Neiva | [ 9 ] |

### Teatro
- 2010: Babel .... Boccuccia